# Luke Skywalker
Vous lisez un « article de qualité » labellisé en 2022.
Personnage de fiction apparaissant dans
Star Wars.
Luke Skywalker est un personnage fictif de la saga Star Wars. Né sur Polis Massa, il est le fils d'Anakin Skywalker et de Padmé Amidala et le frère jumeau de la princesse Leia Organa. D'abord élevé modestement par son oncle sur Tatooine, il devient un chevalier Jedi et héros de l'Alliance rebelle pendant la lutte contre l'Empire galactique.
Il est le personnage principal dans les trois films de la trilogie originale, Un nouvel espoir, L'Empire contre-attaque et Le Retour du Jedi. Il figure brièvement dans La Revanche des Sith, qui se passe chronologiquement avant, naissant dans l'une des dernières scènes du film. Dans Le Réveil de la Force, qui se passe chronologiquement après la trilogie originale, il a décidé de vivre en ermite sur une planète reculée, Ahch-To, après avoir échoué avec son Académie Jedi, où son neveu et élève Ben Solo a basculé du côté obscur. Enfin, il forme Rey dans Les Derniers Jedi, mourant à la fin du film, mais revenant sous forme de spectre de Force dans L'Ascension de Skywalker.
En plus des films, Luke Skywalker apparaît dans les mises en romans de ces œuvres, ainsi que dans d'autres romans, dans des bandes-dessinées ou des jeux vidéo qui composent l'univers de Star Wars. Il figure aussi dans des séries télévisées de cet univers, notamment The Mandalorian, Le Livre de Boba Fett et Obi-Wan Kenobi.
Archétype du héros mythologique ou chevaleresque, le personnage de Luke Skywalker tire en grande partie son inspiration des constats faits par Joseph Campbell dans Le Héros aux mille et un visages sur les protagonistes des différentes œuvres narratives et le voyage que chacun suit dans la plupart d'entre elles, ainsi que sa signification.

## Univers
L'univers de Star Wars se déroule dans une galaxie qui est le théâtre d'affrontements entre les Chevaliers Jedi et les Seigneurs noirs des Sith, personnes sensibles à la Force, un champ énergétique mystérieux leur procurant des pouvoirs psychiques. Les Jedi maîtrisent le Côté lumineux de la Force, pouvoir bénéfique et défensif, pour maintenir la paix dans la galaxie. Les Sith utilisent le Côté obscur, pouvoir nuisible et destructeur, pour leurs usages personnels et pour dominer la galaxie.
À la suite du rachat de la société Lucasfilm par The Walt Disney Company, tous les éléments racontés dans les produits dérivés datant d'avant le 26 avril 2014 ont été déclarés comme étant en dehors du canon et ont alors été regroupés sous l’appellation « Star Wars Légendes ».

## Histoire

### Univers commun

#### La Revanche des Sith
Enceinte des futurs Luke et Leia, Padmé Amidala essaie désespérément de maintenir son mari, le Jedi Anakin Skywalker, dans le Côté lumineux. Cependant Anakin choisit le Côté obscur et devient Dark Vador. Il étrangle Padmé sur Mustafar, la blessant grièvement. Le Jedi Obi-Wan Kenobi affronte et vainc Anakin, son élève, avant de conduire Padmé sur Polis Massa.
Une fois dans la base médicale de Polis Massa, Padmé donne naissance aux jumeaux Luke et Leia, avant de mourir. Obi-Wan et Yoda décident alors de cacher les enfants au maléfique Empire galactique. Leia grandit dans la famille royale d'Alderaan, tandis que Luke est confié à son oncle et à sa tante, dans une ferme d'humidité sur Tatooine, sous la surveillance d'Obi-Wan, devenu ermite,.

#### Un nouvel espoir

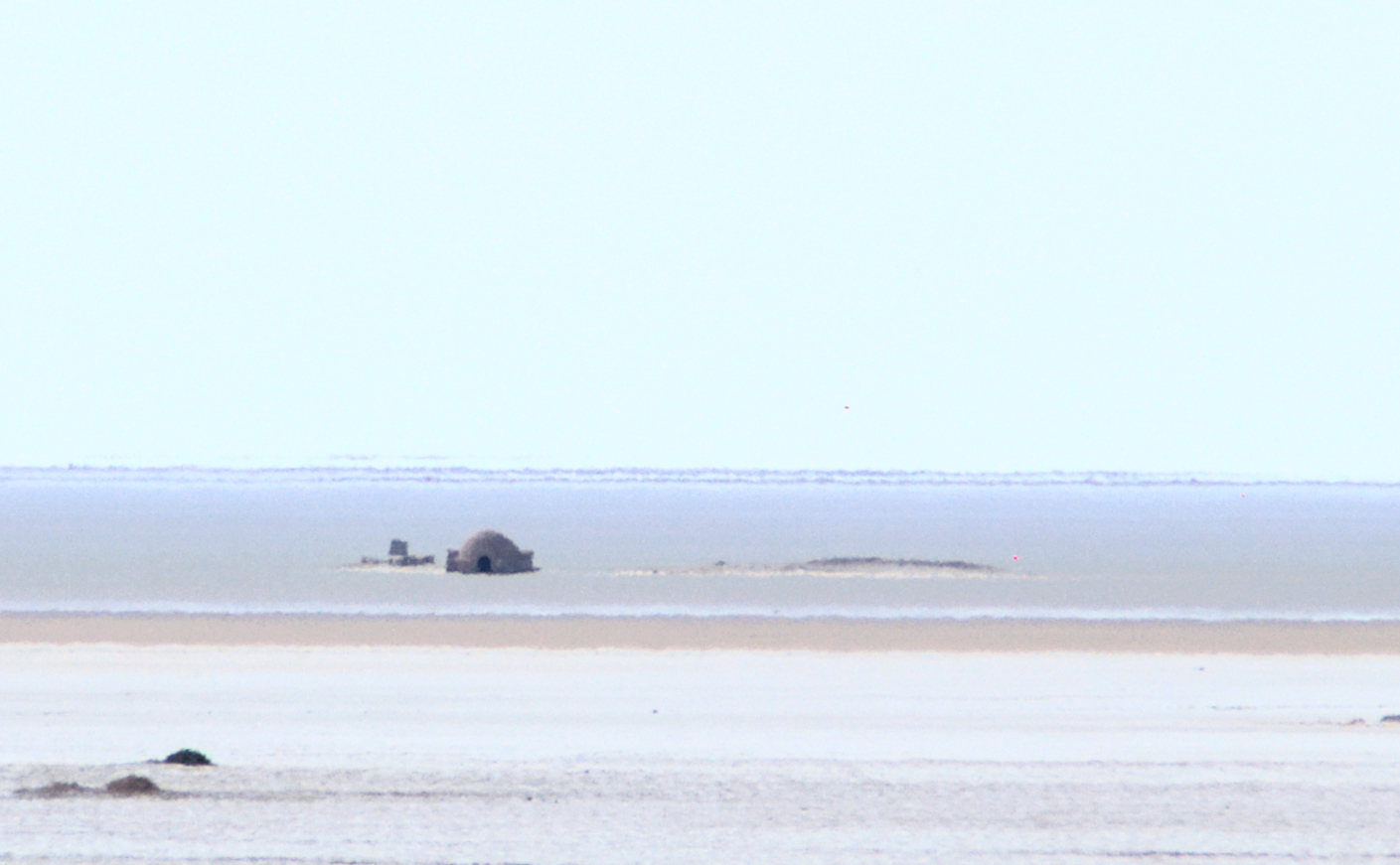
Extérieurs de la maison des Lars sur Tatooine.

Luke Skywalker vit sur Tatooine chez Owen et Beru. Toutefois, la vie dans une ferme d'humidité des Lars ne l'intéresse pas et il rêve alors de pouvoir vivre des aventures à travers la Galaxie, même s'il ignore alors sa véritable identité.
S'ennuyant, Luke passe son temps libre à tirer sur des rats womp ou à parcourir le canyon du mendiant en skyhopper T-16. Il retrouve alors souvent ses amis dans la station Tosche. Il poursuit cette vie pendant 19 ans.
Owen achète un jour deux droïdes à des marchands jawas : C-3PO et R2-D2, ignorant que l'Empire galactique cherche ces droïdes. R2-D2 part seul en quête d'Obi-Wan Kenobi à travers le désert, pour lui livrer un message de la princesse Leia Organa. Luke et C-3PO partent à sa recherche.
Luke est attaqué par des tusken, mais est sauvé par l'ermite Ben Kenobi. Celui-ci révèle ensuite, en découvrant le message, qu'il était le Jedi Obi-Wan Kenobi et qu'il connaissait le père de Luke. Il donne alors à Luke le sabre laser que possédait son père,.
Après la mort d'Owen et de Beru, tués par l'Empire pendant son absence, Luke décide d'accompagner Obi-Wan jusqu'à Alderaan, à bord du Faucon Millenium, vaisseau d'Han Solo et Chewbacca. Cependant, l'Étoile de la mort, station spatiale impériale, capture le vaisseau à l'aide d'un rayon tracteur.
L'équipage se sépare alors pour explorer la station spatiale. Obi-Wan part saboter le rayon tracteur, tandis qu'R2-D2 découvre que la princesse Leia se trouve à bord et qu'elle va être exécutée.
Luke et Han se déguisent alors en stormtroopers et font croire aux soldats impériaux qu'ils apportent un prisonnier wookiee, Chewbacca. Cette stratégie leur permet d'arriver au quartier de détention où se situe Leia, mais ils sont démasqués.
Ils se glissent alors vers un compacteur à ordures pour fuir des troupes impériales, avant de se rendre au Faucon Millenium. Près du vaisseau, Luke voit Obi-Wan se sacrifier lors d'un duel face à Dark Vador pour permettre au vaisseau de s'enfuir. Dès lors, Obi-Wan disparaît du monde physique et ne fait qu'un avec la Force.
Les plans de la station spatiale obtenus, l'Alliance rebelle est prête à affronter l'Empire. La bataille de Yavin commence. Luke y participe, se lançant dans les tranchées à bord de son vaisseau d'attaque à la surface de l'arme impériale, où il envoie des torpilles à protons dans un puits d'évacuation, causant une réaction en chaîne qui finit par détruire la super-arme. Cette victoire montre que l'Alliance rebelle gagne en puissance, que l'Empire galactique n'est pas invincible et qu'un nouveau héros est apparu dans la Galaxie : Luke Skywalker,.

#### L'Empire contre-attaque
Monté sur un tauntaun, Luke patrouille sur Hoth, où les rebelles se sont installés, lorsqu'un wampa l'attaque soudainement et l'assomme. L'animal traîne ensuite Luke vers sa grotte afin de le manger. Toutefois, Luke parvient à récupérer son sabre laser et ainsi couper un bras du wampa, pour s'enfuir.
Tandis que Luke erre dans le désert blanc, Obi-Wan Kenobi lui apparaît sous forme de spectre et lui indique d'aller sur la planète Dagobah pour y poursuivre son enseignement auprès du maître Jedi Yoda.
Blessé, Luke est retrouvé par Han Solo. La monture de ce dernier, également un tauntaun, succombe au froid dès que Han en descend pour rejoindre Luke. Han utilise alors le sabre laser de son camarade pour ouvrir le cadavre de l'animal et ainsi permettre à Luke de s'y abriter du froid. Han lance un signal de détresse, et le lendemain un pilote rebelle les aide à rentrer à la base Echo, où des droïdes chirurgiens soignent Luke en le plongeant dans une cuve de bacta, ce qui permet son rétablissement total.
Toutefois, l'Alliance rebelle doit peu après lutter contre l'Empire galactique, qui a trouvé la base Echo. La bataille de Hoth, qui contraint les rebelles à fuir la planète, résulte en une importante défaite pour l'Alliance.
Luke, accompagné de R2-D2, suit l'instruction d'Obi-Wan, mais, en arrivant sur Dagobah, son X-wing s'écrase dans un marécage. Luke rencontre alors une étrange créature qui s'avère être Yoda. Ce Jedi explique qu'il doute des capacités de Luke à suivre l'entraînement de Jedi. Luke insiste, et Yoda accepte finalement de le former à la maîtrise de la Force.
Durant cette formation sur Dagobah, Yoda envoie Luke dans la grotte du Mal, puissante dans le Côté obscur. Lorsque Luke lui demande ce qui s'y trouve, Yoda lui répond qu'il n'y aura que ce que Luke lui-même y apporte. Il y entre, et fait alors face à une vision qui représente Dark Vador. Luke se rend compte à la fin du combat que son ennemi était en fait lui-même.

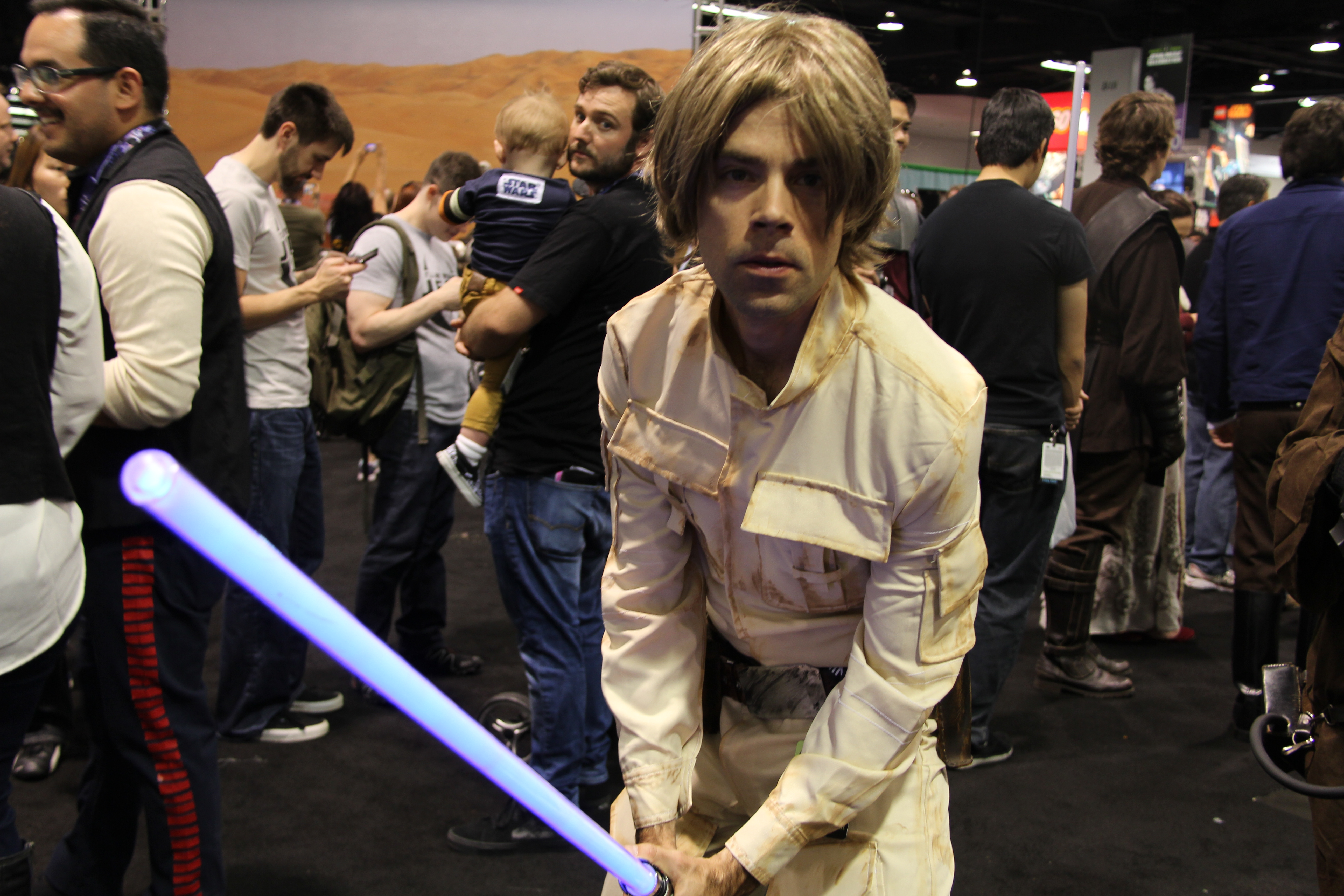
Cosplay de Luke avec la tenue qu'il porte en se rendant sur Bespin.

Alors qu'il n'a pas terminé sa formation, Luke apprend que ses amis sont en danger. Il décide de les secourir, sans écouter les mises en garde de Yoda et d'Obi-Wan. Dans un premier temps, il ne comprend pas qu'il s'agit d'un piège conçu par Dark Vador.
Une fois sur Bespin, Luke affronte réellement Dark Vador. Dans un premier temps, ce dernier attire le héros vers une chambre de congélation carbonique, avant de commencer un duel au sabre laser contre lui.
Vador parvient à trancher la main droite de Luke, qui tente, malgré sa fatigue et sa surprise, de s'agripper à un capteur atmosphérique, suspendu au-dessus du vide. Vador tente alors de le faire basculer dans le Côté obscur, jusqu'à lui révéler qu'il est son père. Luke ne parvient pas à accepter qu'Obi-Wan lui ait menti au sujet de son père. Vador poursuit en expliquant que, tous deux, ils pourront renverser l'Empereur et diriger la Galaxie. Luke fuit en se laissant tomber dans le puits.
Luke est secouru de justesse par les amis qu'il venait sauver. Le Faucon Millenium se rend ensuite à un point de rendez-vous où les restes de l'Alliance rebelle décident de se réunir. Luke y est soigné et obtient une main mécanique pour remplacer celle qu'il a perdue, mais il doit encore sauver Han, que le chasseur de primes Boba Fett va livrer au criminel Jabba.

#### Le Retour du Jedi
Comme Han Solo est le prisonnier de Jabba le hutt, Luke et ses amis R2-D2, C-3PO, Leia et Chewbacca mettent en place un plan pour le libérer, mais ils sont capturés par les sbires du criminel. Lorsque Luke tue le rancor de Jabba, ce dernier décide de les condamner à mort et choisit de les jeter au sarlacc de la fosse de Carkoon.
Au bout d'une planche tendue juste au-dessus du monstre, Luke met à exécution son plan, avec l'aide de son ami Lando Calrissian, déguisé en garde : Luke indique à R2-D2, qui cachait le sabre laser de Luke à l'intérieur de lui, de lui envoyer l'arme et s'attaque alors aux sbires de Jabba, qui sont nombreux à tomber dans la fosse et la gueule du sarlacc. Luke rejoint ensuite Leia, qui vient d'étrangler Jabba, et les rebelles s'enfuient en ayant sauvé Han.
Luke retourne sur Dagobah pour achever son entraînement de Jedi. Il y trouve Yoda sur le point de mourir. Celui-ci lui confirme que Dark Vador est bien son père, tout en révélant qu'il existe un autre Skywalker qui possède le potentiel de Luke. Yoda s'éteint alors. Luke en déduit que Leia est sa sœur. Obi-Wan Kenobi apparaît sous forme de spectre, afin de réconforter Luke, et semble par la même occasion confirmer la théorie de Luke,.
Obi-Wan Kenobi et Yoda rappellent à nouveau à Luke que son objectif prioritaire est d’oublier ses sentiments afin de venir à bout de Dark Vador. Mais, comme la fois précédente, Luke ne suit pas leurs conseils, espérant qu'il est possible d'arracher son père au Côté obscur,.
Luke rejoint le rassemblement organisé par l'Alliance rebelle. Celle-ci souhaite vaincre définitivement l'Empereur, qui se trouve à bord de la seconde Étoile de la mort de l'Empire galactique, en orbite autour de la lune forestière d'Endor. Une équipe dirigée par Han doit se rendre sur la planète afin de détruire le générateur du bouclier qui protège la station.

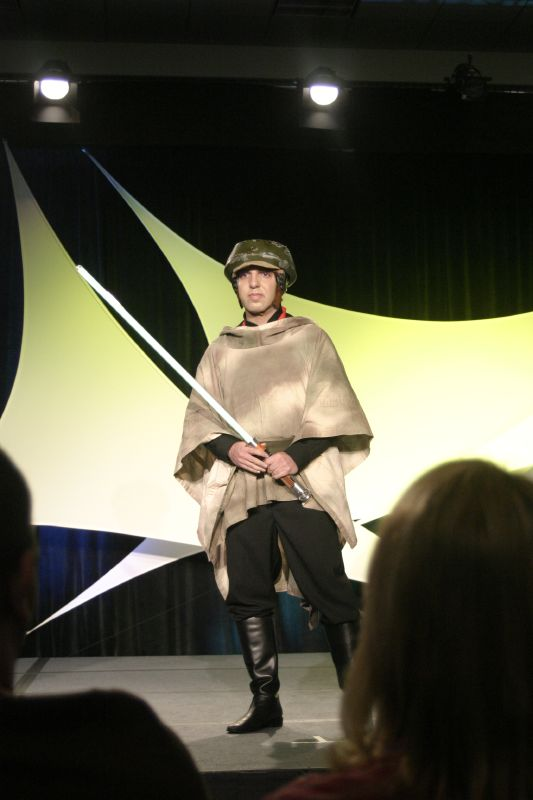
Cosplay de Luke alors qu'il est sur la lune forestière d'Endor.

Arrivé sur Endor, Luke décide d'aller affronter à nouveau son père. Avant de retrouver Dark Vador, il révèle à Leia qu'elle est sa sœur, lui expliquant : « La Force a toujours été forte dans notre famille. Mon père l'a. Je l'ai. Ma sœur l'a. ». Arrivé face à son père, Luke se rend, jusqu'à se retrouver face à l'empereur Dark Sidious,.

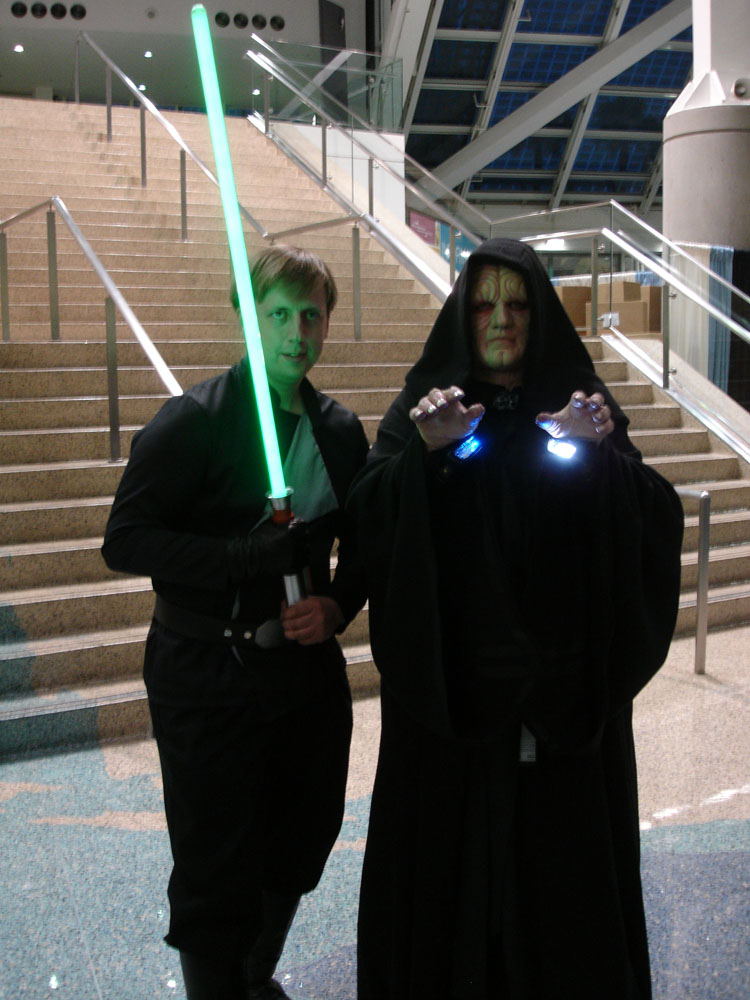
Cosplays de Luke et de l'Empereur tels qu'ils sont à bord de la seconde Étoile de la mort.

En colère, Luke tente d'attaquer l'Empereur à l'aide de son sabre laser. Mais Dark Vador sort son sabre laser et pare l'attaque. Luke et Vador s'affrontent alors à nouveau, mais Luke évite la confrontation avec son père. Toutefois, lorsque Vador mentionne Leia, Luke succombe à sa rage et s'acharne quelques secondes sur Vador, jusqu'à lui couper la main. Luke rejette néanmoins les injonctions de l'Empereur et refuse de le tuer, jetant son sabre laser en expliquant : « Je suis un Jedi, comme mon père avant moi ». L'Empereur s'attaque alors à Luke.
Tandis que Sidious s'acharne sur Luke en se servant d'éclairs, Vador se retourne soudainement contre son maître pour sauver son fils, avant de succomber. Luke achève ainsi sa quête, par la réhabilitation d'Anakin, revenu au bien.

### Univers officiel

#### EntreUn nouvel espoiretL'Empire contre attaque
C'est sur la planète Devaron que Luke utilise pour la première fois son sabre laser pour un affrontement. Il s'en sert alors dans les vestiges d'un ancien temple Jedi, et s'y confronte alors au Charognard.
Luke est fait prisonnier de Grakkus, un puissant hutt qui collectionne les artefacts Jedi. Pour que Luke puisse servir à l'arène de gladiateurs du hutt, il doit suivre un entraînement sur la maîtrise du sabre laser. Un mystérieux sbire de Grakkus forme alors Luke. Cet homme s'avère être Kreel, un stormtrooper infiltré chez le hutt et envoyé par Dark Vador.

#### EntreL'Empire contre-attaqueetLe Retour du Jedi
Après sa défaite face à Dark Vador, Luke s'écarte de l'Alliance rebelle. Il se met alors à chercher des artefacts Jedi et trouve sur la lune fluviale d'Al'doleem un enregistrement de Yoda, ce qui lui permet de poursuivre à distance sa formation. L'enregistrement l'amène à se rendre sur Gazian, une planète puissante dans la Force. Il y rencontre notamment une reproduction d'Elzar Mann, un Jedi de la Haute République, qui réussit à le convaincre de ne pas s'écarter de la voie des Jedi et de ne pas reproduire des erreurs déjà commises. Luke y laisse par ailleurs une empreinte dans la Force comme les autres Jedi déjà passés sur Gazian,,.
Alors que Luke ne sait pas exactement comment commencer ses recherches pour refonder l'ordre Jedi, R2-D2 lui apporte une information cruciale : une liste de constructions, des temples et des avant-postes, qui ont appartenu aux Jedi. Ainsi, Luke obtient une piste dans sa quête galactique,. Outre Gazian, Luke visite de nombreuses planètes importantes pour les Jedi, notamment Ilum et Lothal.
Luke revient sur Bespin, pour tenter de retrouver son sabre laser. Il est alors accompagné de Lando Calrissian et de Leia Organa. Luke entreprend ses recherches dans la Cité des Nuages, mais se voit contraint de les arrêter pour sauver ses amis, Leia ayant été congelée dans la carbonite. Alors qu'elle est en train d'être amenée à un vaisseau pour ensuite être transportée à une prison impériale, Luke utilise la Force pour décongeler Leia et les autres prisonniers. Les rebelles s'enfuient ensuite, Luke à bord de son X-wing et les autres sur une navette impériale volée.
L'une de ses quêtes sur l'ordre Jedi amène Luke sur Tempes, ancien avant-poste Jedi où il trouve un sabre laser à lame jaune qu'il prend. Il s'en sert dans ce temple pour affronter et vaincre l'esprit du Grand inquisiteur. Luke garde ensuite ce sabre laser jusqu'à la construction de son propre sabre, qui aura une lame verte.
Luke se dirige vers Jekara afin de sauver Han Solo. En chemin, il sait que Dark Vador s'y rend aussi et il pense encore à sa défaite face au Sith dans la Cité des Nuages. Ce voyage l'amène alors à envisager l'issue d'un nouveau combat contre Vador, mais il en reste traumatisé.
Peu avant de se rendre au palais de Jabba, Luke construit son sabre laser à lame verte dans une grotte sur Tatooine, à l'aide d'instructions trouvées dans l'ancienne habitation d'Obi-Wan Kenobi.
Entre-temps, Dark Sidious a mystérieusement obtenu la main de Luke coupée lors de son duel sur Bespin et l'expose dans son laboratoire sur Exegol, où Dark Vador la trouve, surpris.

#### EntreLe Retour du JedietLes Derniers Jedi
Luke tente d'abord de former sa sœur, Leia, à la maîtrise de la Force. Toutefois, celle-ci décide de préférer s'occuper de son fils, qui semble proche du Côté obscur.
Dès lors, Luke cherche d'anciens textes et des artefacts Jedi dans les différents lieux sacrés des Jedi à travers la Galaxie. Il parvient par conséquent à reconstituer l'histoire Jedi afin de lancer la construction d'un nouveau temple et ainsi de sa nouvelle académie Jedi.
Parmi les artefacts qu'il découvre, il trouve par exemple un ancien cristal kyber ayant appartenu à un Sith puis récupéré par un Jedi en croisade dans un temps où les Sith étaient nombreux et affrontaient couramment les Jedi,,.
Alors que le mandalorien Din Djarin et Grogu affrontent l'armée de Moff Gideon, Luke arrive et vainc tous les droïdes de Moff Gideon. Il explique ensuite qu'il vient récupérer Grogu afin de commencer sa formation de Jedi. Cela amène alors Djarin et Grogu à devoir se séparer.
Peu après avoir débuté l'entraînement de Grogu, alors qu'il poursuit la construction d'un temple Jedi, Luke soumet un choix à Grogu : il doit décider entre la poursuite de sa formation et son affection pour Din Djarin. En effet, les Jedi considèrent généralement l'affection comme un danger et font en sorte de se détacher de tout ce qui est aimé. Grogu choisit alors de rejoindre son ami, ce qui représente un nouvel échec pour Luke dans sa quête de formation de nouveaux Jedi,,,.
Le temple que fait construire Luke par des droïdes fourmis se constitue à son apogée d'une flèche centrale entourée d'habitations en bois et en pierres construites ultérieurement au temple central,,.
Alors que Luke enquête sur une menace Sith, tout en collaborant avec Lando Calrissian, qui cherche sa fille enlevée, leurs recherches les mènent au mystérieux monde d'Exegol.

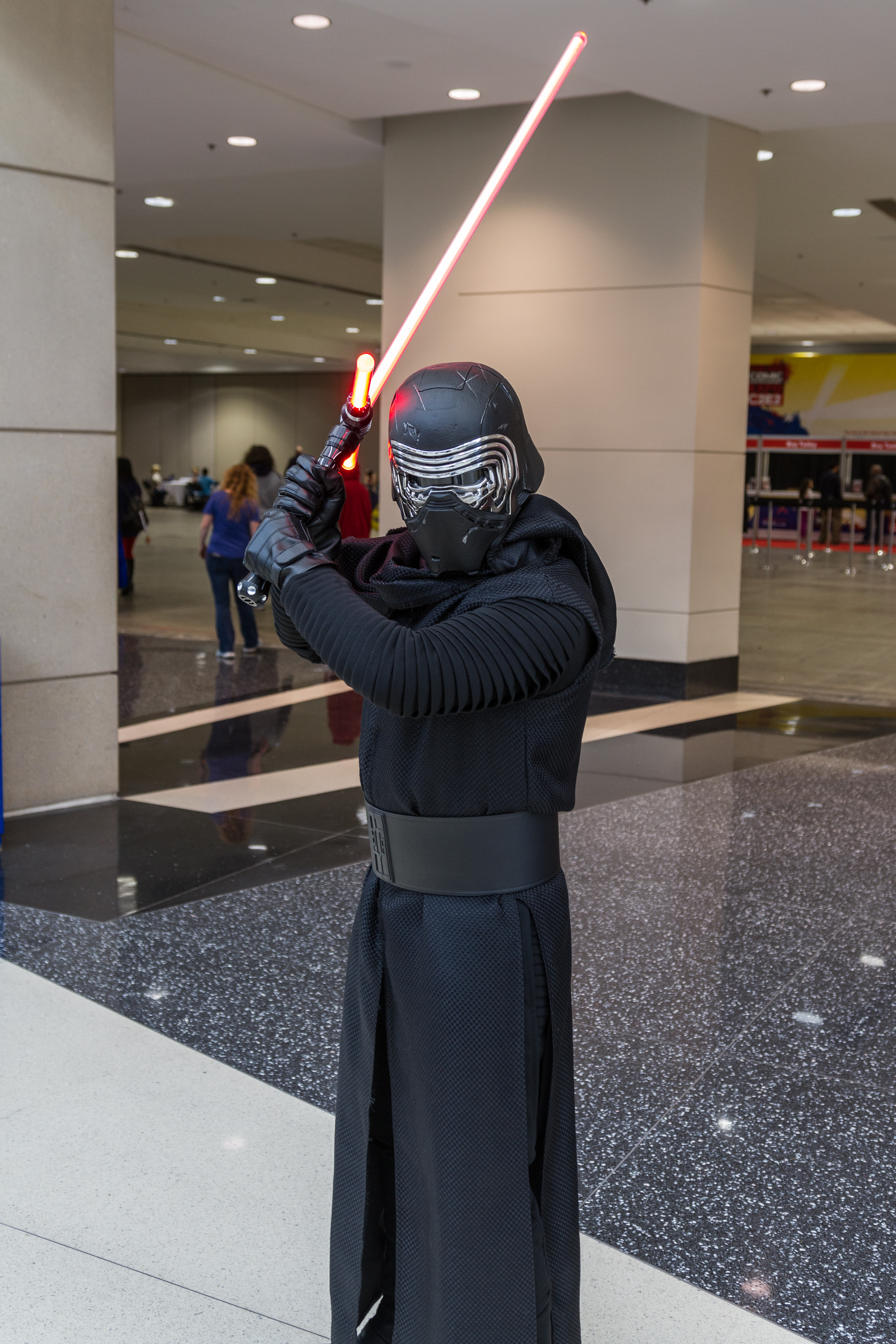
Cosplay de Ben Solo après qu'il a trahi Luke.

Luke prend un nouvel apprenti, son neveu Ben Solo. C'est le premier de la nouvelle académie Jedi qu'espère fonder Luke. Toutefois, il pressent que Ben se rapproche du Côté obscur, ce qui l'amène un instant à penser à éliminer son neveu. Luke y renonce finalement, mais Ben le surprend au moment où il se ravise. Ben attaque alors Luke et détruit l'académie et le temple, tuant tous les apprentis, avant de se renommer « Kylo Ren »,,.
Ainsi, la destruction de son académie Jedi ayant lieu en 28 ap. BY, il semble que Luke, s'étant certainement exilé très peu de temps après cet événement, reste isolé du reste du monde pendant six ans, jusqu'à 34 ap. BY,.
Comme lieu pour s'exiler, Luke choisit une planète reculée et inconnue, Ahch-To, accompagné des quelques artefacts qu'il reste de l'ordre Jedi. Dès son arrivée sur Ahch-To, il immerge son X-wing, seul moyen de quitter la planète.

#### Les Derniers Jedi

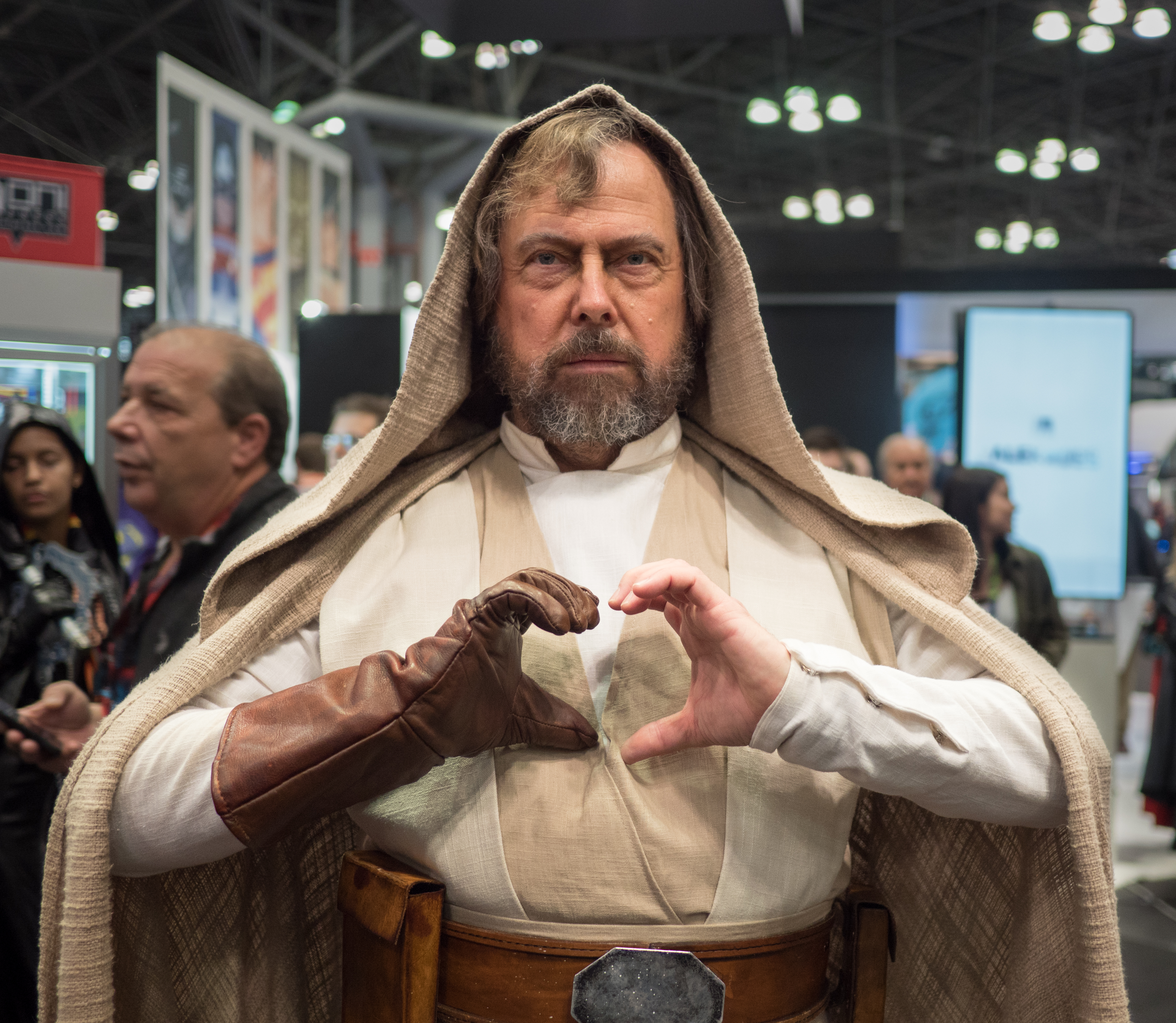
Cosplay de Luke alors qu'il vit sur Ahch-To.

Luke vit en ermite sur Ahch-To. Il y est rejoint par l'apprentie Jedi Rey, mais refuse alors de l'entraîner, jetant même son ancien sabre laser, à lame bleue, retrouvé par Rey. Rey insiste, et Luke accepte finalement. Il ne peut achever la formation de Rey lorsque celle-ci, convaincue qu'elle peut ramener Ben Solo dans le Côté lumineux, quitte Ahch-To. Luke refuse de la suivre,.
Sous la forme d'une projection à travers la Force, Luke, armé de son sabre laser à lame verte, fait ensuite face à son neveu Kylo Ren sur Crait, après avoir rendu visite à sa sœur Leia. En réalité, il organise ces fausses retrouvailles avec Kylo Ren pour permettre aux troupes survivantes de la Résistance d'avoir le temps de fuir l'armée du Premier ordre. Certains éléments montrent par ailleurs qu'il ne s'agit que d'une copie du vrai Luke qui affronte Kylo Ren, notamment l'absence d'empreintes de pas au sol,,.
Ainsi, l'oncle et le neveu s'affrontent. Luke esquive toutes les attaques de Kylo Ren, faisant durer le combat. Quand il sent qu'il a laissé assez de temps à la Résistance pour fuir, Luke se laisse porter un coup, révélant qu'il n'est en réalité pas physiquement présent, puisque le coup du sabre laser de Kylo Ren le traverse comme s'il était un fantôme.
Il se situe alors en réalité sur Ahch-To, d'où il a conçu une copie de lui-même à travers la Force, à distance. Ce pouvoir lui demande alors une très forte concentration dans sa méditation, qui le fait s'effondrer à la fin, avant de reprendre sa position assise. Il observe alors le double coucher de soleil sur Ahch-To, qui lui rappelle celui de Tatooine, qu'il regardait avant de se lancer dans un univers qui le dépassait. Luke disparaît ensuite définitivement, ne laissant que ses vêtements. Il ne fait désormais qu'un avec la Force,.

#### L'Ascension de Skywalker
Lorsque Rey revient sur Ahch-To après avoir appris qu'elle est la descendante de Dark Sidious, elle souhaite vivre en ermite comme Luke auparavant et brûle alors le chasseur TIE qui lui a permis de s'y rendre, avant de jeter au bûcher le sabre laser à lame bleue de Luke. Toutefois, Luke lui-même, sous forme de spectre de Force récupère alors l'arme. Il lui explique alors qu'elle doit faire face à ses peurs et réussit à la convaincre d'affronter Sidious.
Lors de l'affrontement final entre Rey et Dark Sidious, la voix de Luke est entendue parmi les voix de nombreux autres Jedi défunts, tels Yoda ou Obi-Wan Kenobi. Rey fait appel à ces Jedi à travers la Force afin de lutter contre l'ennemi à l'aide de ce soutien.
Après avoir vaincu son grand-père Palpatine et ainsi permis la victoire de la Résistance sur le Premier Ordre, Rey se rend sur Tatooine ,où une vieille femme lui demande son nom. Les spectres de Force de Luke et de sa sœur Leia lui apparaissent. Rey, biologiquement de la famille Palpatine, prend alors le nom de Skywalker.

### UniversLégendes
À la suite du rachat de la société Lucasfilm par The Walt Disney Company, tous les éléments racontés dans les produits dérivés datant d'avant le 26 avril 2014 ont été déclarés comme étant en dehors du canon et ont été regroupés sous l’appellation « Star Wars Légendes ».

#### EntreUn nouvel espoiretL'Empire contre-attaque
Après la bataille de Yavin, Luke décide de continuer à servir l'Alliance rebelle principalement en tant que pilote, ayant démontré des talents particuliers dans cette pratique, notamment grâce à la Force. Il parcourt alors la Galaxie à la recherche de potentielles nouvelles bases rebelles pour remplacer Yavin 4. Ainsi, il se rend sur Drexel, puis sur Jarnollen, ensuite à la ceinture d'astéroïdes de Sil'Lume, et enfin il découvre Hoth.
Luke devient aussi une figure iconique de l'Alliance rebelle, ce qui lui donne une place avantageuse dans les négociations avec d'autres groupes qui s'opposent à l'Empire galactique et les organisations neutres susceptibles de rejoindre l'Alliance. Pour ces opérations, il est parfois accompagné d'une autre figure majeure, la princesse Leia Organa.
Par exemple, Luke et Leia se rendent en mission secrète vers Circarpous 4 afin d'y convaincre la population de se joindre à la lutte de l'Alliance rebelle. En chemin, ils s'écrasent cependant sur une planète marécageuse. Ils y découvrent que Dark Vador cherche le cristal Kaiburr. Ils cherchent alors à le trouver avant le Sith.
Peu avant la bataille de Hoth, le commandant Arhul Narra, dans l'Alliance rebelle, est tué sur Derra 4. Cet incident permet alors la promotion de Luke, dont Arhul était mentor, au grade de commandant.

#### EntreL'Empire contre-attaqueetLe Retour du Jedi
Luke, Leia, Chewbacca et Lando essaient d'empêcher Boba Fett d'amener Han Solo à Jabba. Divers chasseurs de primes entreprennent, pour différentes raisons, la même mission. Un dirigeant criminel, le prince Xizor, tente alors de tuer Luke afin de s'obtenir un poste important auprès de l'Empereur.
Pour préparer le sauvetage d'Han, Luke, Leia, Chewbacca et Lando lancent du champ d'astéroïdes de Kothlis une opération qui vise à passer outre au blocus impérial de Tatooine pour accéder au palais de Jabba.

#### AprèsLe Retour du Jedi

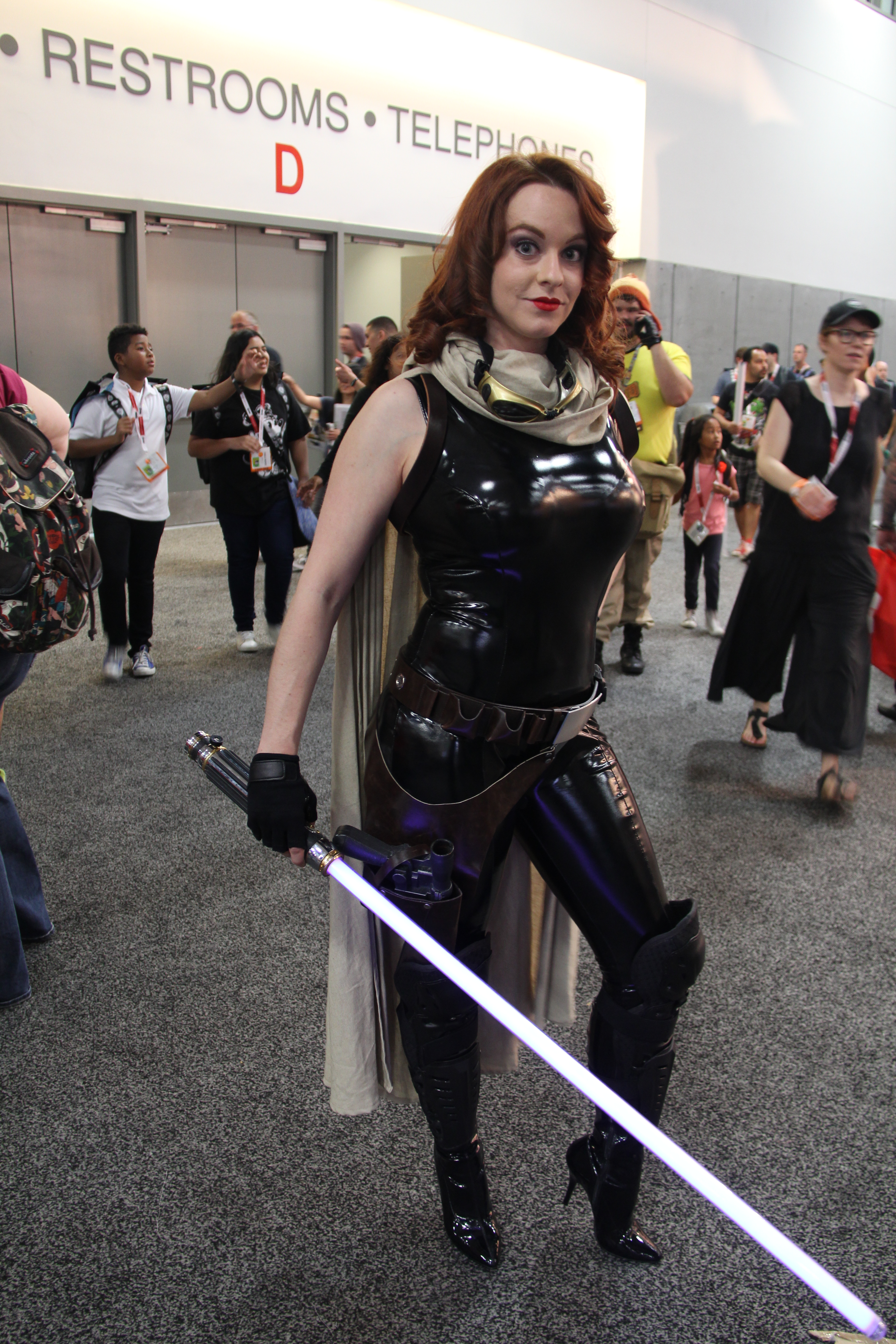
Cosplay de Mara Jade, la femme de Luke.

Luke fonde un nouvel ordre Jedi sur Yavin 4, alors que la Nouvelle République remplace l'Empire galactique. Luke épouse par ailleurs Mara Jade, qui anciennement travaillait pour l'Empereur et avait comme dernière mission l'assassinat de Luke Skywalker. Finalement, Mara Jade devient une Jedi et elle et Luke ont un fils, appelé Ben Skywalker. Luke est alors Grand maître de l'ordre Jedi qu'il a recréé,,,.
Entre temps, Luke essaie de poursuivre sa formation auprès de Joruus C'Baoth, qu'il croit alors être un Jedi survivant de la Grande purge Jedi. Toutefois, il s'avère qu'il s'agit d'un clone de Jedi de la guerre des clones et que ce clone est fou et corrompu par le Côté obscur.
Dark Sidious, présumé mort, revient d'entre les morts à l'aide de l'utilisation de clones. Luke essaie de s'infiltrer pour détruire l'Empereur de l'intérieur en faisant croire qu'il a succombé au Côté obscur. Toutefois, Sidious parvient à réellement faire de Luke son apprenti, le convertissant alors temporairement au Côté obscur de la Force,.
Luke doit ensuite lutter avec son ordre Jedi face à l'invasion yuuzhan vong. Les ennemis, les yuuzhan vong, se caractérisent alors toutefois par une technologie intégralement organique et surtout une résistance à l'action de la Force.
Lorsque les yuuzhan vong retournent des citoyens de la Galaxie contre les Jedi, Luke organise un réseau sous le nom de code « Grand fleuve » afin de permettre l'évacuation des Jedi et leur installation clandestine dans le Noyau profond. Il évacue alors l'académie Jedi de Yavin 4. Dès lors, les Jedi luttent secrètement lors de diverses opérations contre l'envahisseur.
Luke, persuadé qu'il trouverait une solution dans les Régions inconnues, y envoie des Jedi. Il découvre ainsi l'existence de Zonama Sekot, une étrange planète vivante dont l'origine est liée à celle des yuuzhan vong. Ce monde devient celui dans lequel les yuuzhan vong survivants de la guerre qu'ils perdent s'installent à la fin du conflit.
Durant la nouvelle guerre civile galactique, Luke parvient à piéger Dark Caedus, son neveu ayant basculé dans le Côté obscur. Il le fait amener sur Shedu Maad, où Jaina Solo, la sœur du Sith, peut enfin l'y tuer. Luke laisse ensuite aux moffs des vestiges de l'Empire deux choix : être prisonniers de guerre d'Hapes ou accepter Jagged Fel en dirigeant du Conseil moff. Les moffs effectuent optent alors pour la seconde solution.
Près d'un siècle plus tard, Luke Skywalker revient sous forme de spectre de Force afin de conseiller son descendant, Cade Skywalker, un Jedi devenu chasseur de primes et voulant rompre avec l'histoire de sa famille. Luke parvient alors à convaincre Cade de revenir au Côté lumineux.

## Caractéristiques
Luke est un humain d'une hauteur d'1,72 m. Originairement garçon de ferme sur Tatooine alors qu'il ne connaît pas sa réelle identité, il rêve pendant plusieurs années d'aventures, et devient ensuite un pilote de l'Alliance rebelle et un chevalier Jedi. Alors qu'il vit sur Tatooine, il porte une tunique blanche modeste, avec une ceinture en guise de porte-outils. Il porte ensuite au fil de ses péripéties d'autres tenues, comme sa combinaison de pilote rebelle ou ses vêtements noirs en tant que Jedi.
Toutefois, il est aussi l'archétype parfait du héros, ne souhaitant que le bien. Cela le rend toutefois peu réaliste et l'écarte des réalités de la vie contrairement à Han Solo par exemple. Ainsi, Luke est d'abord un jeune homme qui ne voit que le bien et le mal sans nuances, d'une façon presque enfantine. Selon lui, même une incarnation du mal comme Dark Vador peut revenir au bien, ce qui l'amène à ne pas suivre les conseils qui lui disent de le tuer mais à poursuivre à tout prix sa quête du salut de son père,.
Téméraire et impulsif, Luke n'hésite pas à affronter le danger si c'est pour sauver ses amis, qu'il considère plus importants que sa formation de Jedi. Cependant, comme il se précipite souvent vers le danger, il a besoin de ses amis à plusieurs reprises pour s'en tirer.

## Interprétation

### Dans la saga Skywalker
Mark Hamill est l'acteur qui interprète Luke Skywalker dans la trilogie originale. La popularité de la franchise pose à Mark Hamill plusieurs problèmes pour trouver des rôles au cinéma et à la télévision. Il explique : « Partout où j'allais, on voyait le personnage, pas l'acteur […] Après le premier « Star Wars », on ne me proposait plus rien, et je me suis tourné vers le théâtre […] La critique a été cruelle. » Alors qu'il joue dans la pièce, il se propose de jouer Mozart dans l'adaptation cinématographique dʼAmadeus mais le réalisateur Milos Forman refuse sous prétexte que le public risque de voir Luke Skywalker être le jeune compositeur. Mark Hamill trouve une « nouvelle carrière », comme il le dit, grâce à l'animation et au jeu vidéo à partir des années 1990.
Nouveau-né dans La Revanche des Sith, le personnage est incarné par Aidan Barton, le fils de Roger Barton qui est monteur du film.

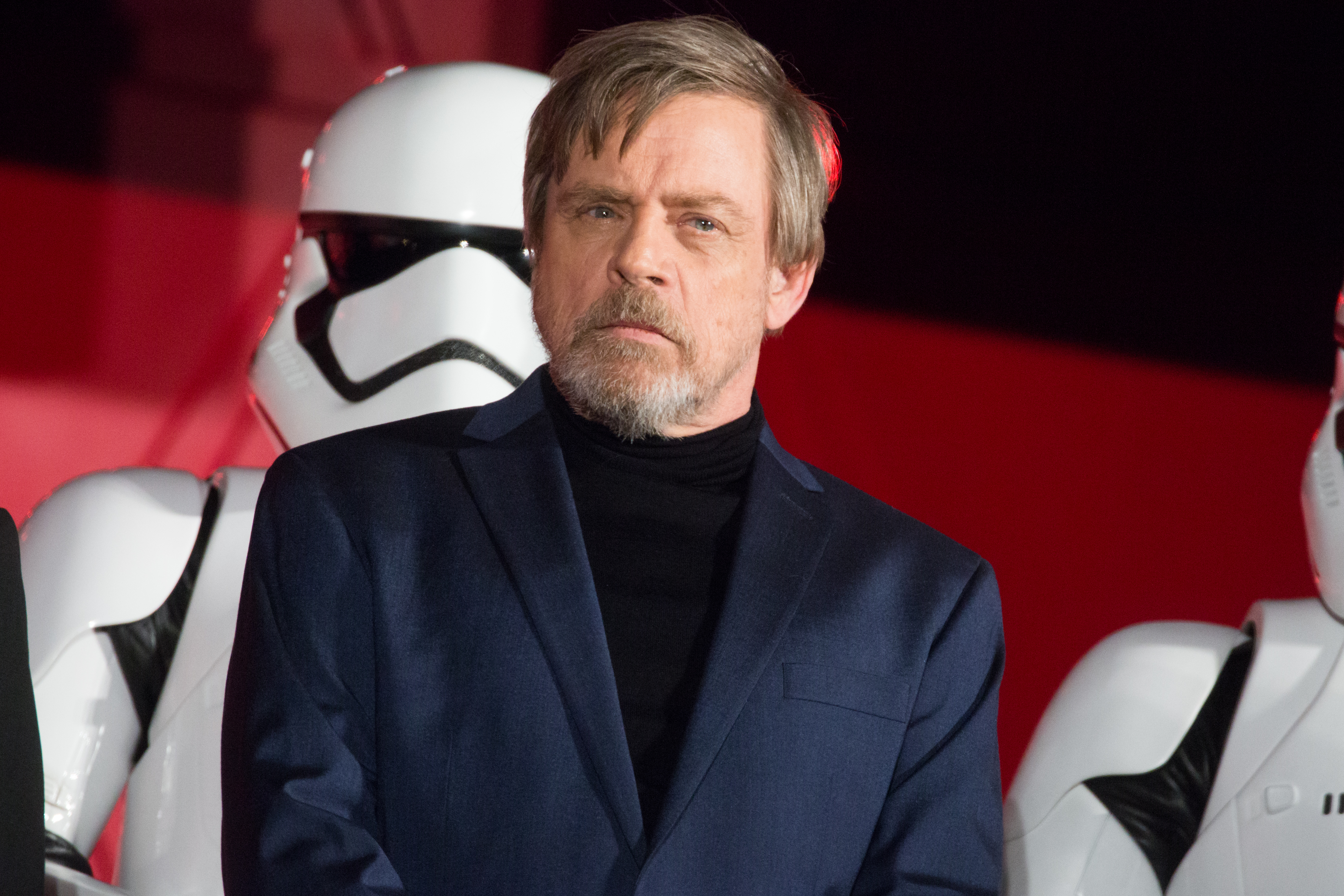
Mark Hamill à la sortie des Derniers Jedi en 2017.

Le 29 avril 2014, l'apparition de Mark Hamill dans Le Réveil de la Force est officialisée. Après une présence importante dans Les Derniers Jedi, Mark Hamill est confirmé dans le casting de L'Ascension de Skywalker révélé en juillet 2018.
Il explique alors que son retour dans ce film était déjà inévitable, disant :

« Le fait que je sois dans le prochain [Star Wars] est lié à la mythologie de l’univers. Si vous êtes un Jedi, vous êtes de retour sous la forme d’un fantôme de la Force »

En 2019, à la sortie de L'Ascension de Skywalker, qui conclut la saga et donc l'interprétation de Luke au cinéma par Mark Hamill, l'acteur publie ce message sur Twitter :

« Comme la fin approche, je ne peux pas vous dire combien un rôle a signifié pour moi au fil des ans. Grâce à lui, les gens ont l'impression de me connaître, tout le monde est mon ami et le monde entier est ma famille. Je t'en serai reconnaissant, pour toujours. »

En outre, dans la même période, l'acteur explique qu'il a terminé son rôle de Luke Skywalker dans L'Ascension de Skywalker, et que désormais il ne compte pas revenir dans l'univers Star Wars en tant qu'acteur de Luke. Selon lui, l'histoire de Luke est en effet terminée, avec un début, un milieu et une fin. Il ajoute alors que son Luke doit laisser maintenant la place à d'autres personnages et son rôle à d'autres acteurs,.
Par ailleurs, Mark Hamill explique qu'il est apparu aussi en caméo dans les films Rogue One et Solo, ce qui en fait un acteur apparu dans tous les films sortis depuis 2015. Par ailleurs, cela signifie qu'il n'interprète pas uniquement le rôle de Luke Skywalker dans la saga.

### Autres apparitions

#### Séries
Mark Hamill reprend le personnage en 2018 dans la série d'animation Forces du destin.
En 2020, lors du dernier épisode de la saison 2 de The Mandalorian, pour faire apparaître Luke Skywalker, le visage rajeuni de Mark Hamill a été incrusté sur celui du comédien Max Lloyd-Jones tandis que la voix du personnage est celle de Mark Hamill, recréée grâce à l'application Respeecher,,,.
En 2022, dans Le Livre de Boba Fett, le cinquième épisode laisse présager la présence de Luke dans l'épisode suivant. Des indices semblent en effet l'annoncer. Ainsi, Max Lloyd-Jones interprète en caméo un pilote rebelle, le lieutenant Reed. Par ailleurs, l'intrigue paraît indiquer de prochaines retrouvailles entre Din Djarin et Grogu, alors apprenti de Luke,.
La méthode utilisée dans The Mandalorian est reprise dans Le Livre de Boba Fett un épisode plus tard. Toutefois, Scott Lang y remplace Max Lloyd-Jones. Scott Lang est lui-même remplacé par Graham Hamilton, un artiste de performance. Ainsi, plusieurs nuances différencient la conception du personnage dans chacune des deux séries,,.
Pour la série télévisée Obi-Wan Kenobi en prise de vues réelles, l'enfant Grant Freely joue le rôle d'un Luke Skywalker âgé de dix ans.
Eric Bauza lui prête sa voix dans les différents films et séries d'animation Lego, notamment Lego Star Wars : Les Chroniques de Yoda, Lego Star Wars : Les Contes des Droïdes.

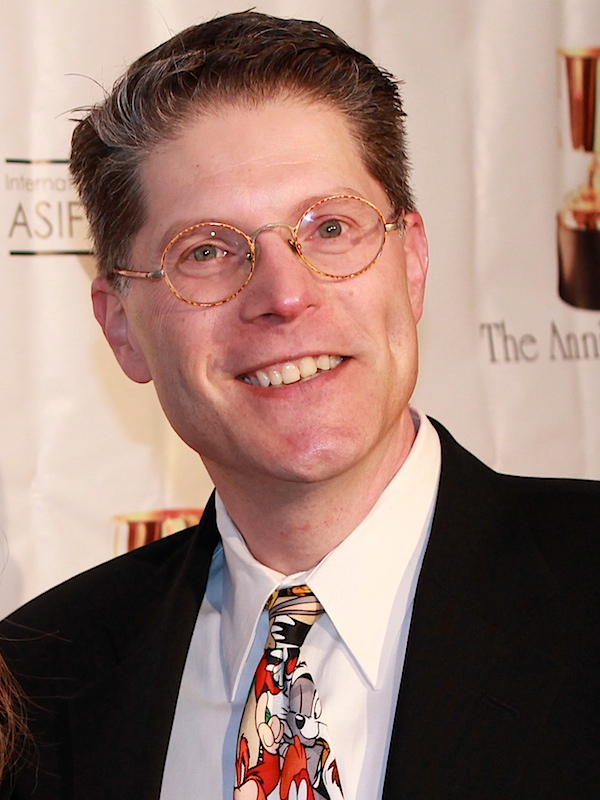
Bob Bergen, voix de Luke à plusieurs reprises, en 2014.

Bob Bergen prête sa voix au personnage de Luke dans Robot Chicken,.

#### Jeux vidéo
Bob Bergen prête à Luke sa voix dans de nombreux jeux vidéo entre 1996 et 2005,,.
Dans le jeu Star Wars : Le Pouvoir de la Force sorti en 2008, Luke est interprété par Lloyd Floyd.
Dans le jeu vidéo Star Wars Battlefront sorti en 2015 et sa suite sortie en 2017, il est interprété par Matthew Mercer.

## Concept et création
Le concept du personnage de Luke Skywalker a fortement évolué tout au long de la production des trois films de la trilogie originale, mais aussi en partie dans la troisième trilogie.
Plusieurs versions de Luke sont envisagées au fil des différents scénarios envisagés par George Lucas alors qu'il conçoit le tout premier film, Un nouvel espoir. Ainsi, il pense à en faire un général Jedi âgé qui travaille pour un roi. Un autre script le présente comme un personnage féminin. Dans un autre concept, le réalisateur le décrit comme le « Skywalker », personnage qui aurait vécu des milliers d'années plus tôt et aurait découvert la Force.
La révélation de l'identité de Luke et de son lien avec Dark Vador est cachée par George Lucas pendant le tournage de L'Empire contre-attaque (épisode suivant Un nouvel espoir). Il décide de ne pas même la révéler aux membres du tournage dont les acteurs, ne confiant l'information qu'à deux personnes : Mark Hamill, l'acteur de Luke, afin qu'il ait une réaction adaptée quand la scène est jouée, et Irvin Kershner, le réalisateur du film. Ainsi, George Lucas remplace dans le scénario « Je suis ton père » par « Obi-Wan a tué ton père ». Ce stratagème permet alors d'obtenir un meilleur effet lors de la révélation au public, avec une impossibilité totale de fuite.
Alors qu'il conçoit Le Retour du Jedi (troisième épisode de la première trilogie), George Lucas imagine plusieurs destins différents pour Luke, qu'il finit par écarter pour une fin totalement heureuse. Ainsi, il pense notamment à faire tuer Luke par son père, Leia prenant alors sa place dans la lutte de l'Alliance rebelle contre l'Empire galactique. Dans une autre version, Luke revêt le casque de son père après sa mort et décide de le remplacer et de traquer ses amis en cherchant à exterminer l'Alliance rebelle.
Mark Hamill affirme que, alors que l'équipe de George Lucas commençait la création du dernier film de la première trilogie, Le Retour du Jedi, l'acteur a d'abord cru que Luke basculerait dans le Côté obscur, un changement qu'il aurait apprécié. Hamill explique ainsi que selon lui, « chaque acteur veut jouer son propre jumeau diabolique. ». Par ailleurs, la tenue en noir que porte le personnage dans ce film semble aussi trompeuse en ce sens. George Lucas rejette cependant l'idée, même s'il s'agissait d'un basculement temporaire, notamment parce que le film aurait été trop sombre pour le jeune public visé par le film,,,.

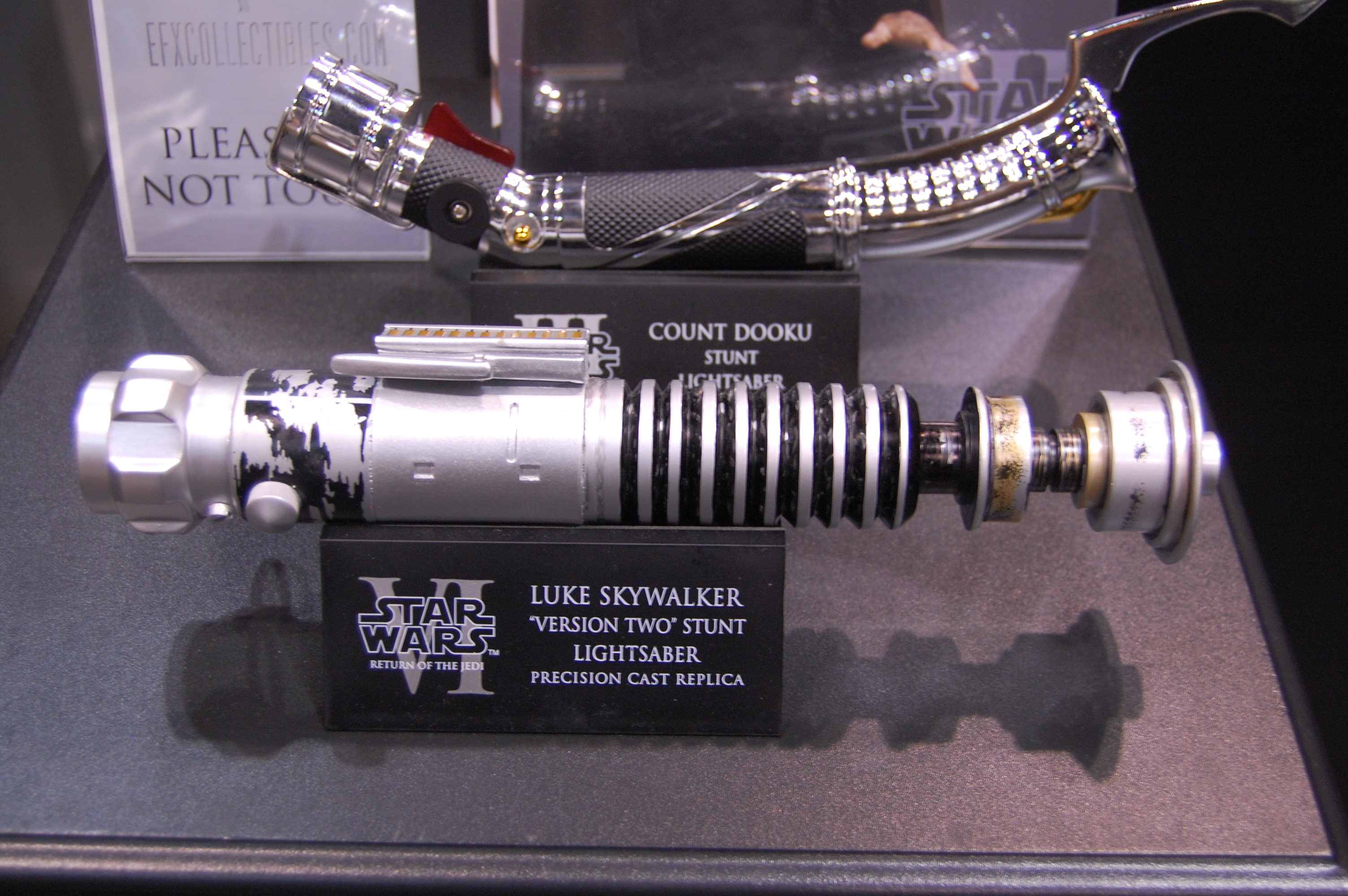
Au premier plan, le sabre laser à lame verte de Luke.

Jusque tard dans la production du Retour du Jedi, le sabre laser de Luke est à lame bleue. Toutefois, il est décidé de lui attribuer une lame verte afin de permettre une meilleure distinction de la lame par rapport au ciel, notamment pour la scène du sarlacc. Ainsi, dans de nombreuses affiches du film, Luke brandit un sabre à lame bleue ; seules les affiches les plus récentes représentent une lame verte.
Alors qu'il imagine une troisième trilogie qui suivrait sa trilogie originale, George Lucas pense à inclure la mort de Luke dans le deuxième film. Finalement Lucas ne réalise pas lui-même cette troisième trilogie, mais l'idée se retrouve bien dans Les Derniers Jedi, le deuxième film de la troisième trilogie étant alors réalisé par Rian Johnson. En effet, Luke meurt bien dans ce film,.
Pour Le Réveil de la Force, Mark Hamill souhaite d'abord voir son personnage attraper son sabre laser sur la base Starkiller pour un duel contre Kylo Ren en guise d'introduction de Luke Skywalker. Finalement, Luke n'apparaît que quelques instants tout à la fin du film, mais la demande d'Hamill est reprise pour L'Ascension de Skywalker.
Pour Les Derniers Jedi, Mark Hamill propose à Rian Johnson une intrigue différente de celle qui est finalement conservée. Dans l'histoire proposée, un clone maléfique de Luke sabote les efforts de la Résistance en se faisant passer pour le vrai, jusqu'à ce que ce dernier intervienne et en vienne à bout. L'idée est rejetée, notamment parce que, dans l'univers Légendes, un livre de Timothy Zahn reprend déjà un concept plus ou moins similaire, et parce que ce scénario demanderait que l'attention soit trop centrée sur Luke au détriment des nouveaux personnages.

### Choix du nom
Le personnage que conçoit George Lucas s'appelle d'abord « Anakin Starkiller ». Starkiller signifie « tueur d’étoile », sous-entendu l’Étoile noire que le héros détruit dans l’Épisode IV – Un nouvel espoir. Cependant, le prénom est remplacé par celui de « Luke », probablement en référence à George Lucas lui-même, ou alors de λευκό / leukó qui signifie en grec moderne « blanc » et représente ainsi la pureté du personnage par motivation du nom. « Anakin » sera ensuite repris pour nommer le père de Luke, Anakin Skywalker,.
Ainsi, en mars 1976, alors que le tournage d'Un nouvel espoir débute en Tunisie, le protagoniste de George Lucas s'appelle « Luke Starkiller ». Toutefois, ce nom porte à confusion, étant donné que « Star Killer » est aussi le surnom du tueur en série Charles Manson. Finalement, George Lucas change par conséquent le nom en « Luke Skywalker », nom plus poétique. À ce moment-là, aucune des scènes tournées n'a déjà mentionné le nom de famille de Luke : la première occurrence du patronyme a lieu lorsque Luke se présente à Leia Organa.
Le nom de famille, « Starkiller », est tout de même conservé. En effet, il est bien après repris pour nommer la base Starkiller dans Le Réveil de la Force.
En français, le générique de fin d'Un nouvel espoir associe à Luke le patronyme « Courleciel », traduction de « Skywalker ». Cette traduction n'est finalement pas conservée, la traduction littérale « marcheur du ciel » étant préférée.

### Scènes coupées
Des scènes qui expliquent le développement du personnage de Luke sont finalement coupées au montage final.
Une scène coupée d'Un nouvel espoir devait servir d'introduction au personnage de Luke. Le personnage y observe de Tatooine à l'aide de jumelles l'affrontement spatial entre l'Alliance rebelle et l'Empire galactique qui sert d'ouverture au film. Il rejoint ensuite ses amis, et discute notamment avec Biggs Darklighter. La scène présente Luke ridiculisé par ses amis, ce qui le présente comme quelqu'un de peu populaire. Par ailleurs, Luke y est décrit comme n'ayant pas de convictions politiques, se montrant même, étonnamment, prêt à rejoindre l'Empire si cela peut lui permettre de quitter la planète sur laquelle il vit. Cette scène montre aussi que Luke, alors qu'il vit sur Tatooine, aime une certaine Camie Marstrap. Bien que la scène n'ait pas été conservée, le personnage est référencé notamment à deux reprises. Dans la novélisation des Derniers Jedi, il est expliqué que, même ermite sur Ahch-To, Luke rêve de la vie qu'il aurait s'il avait épousé Camie. Dans une scène du Livre de Boba Fett, Camie apparaît aux côtés de Laze « Fixer » Loenozner, son petit-ami, et Boba Fett leur sauve la vie face à des criminels,.
Dans un scène coupée du Retour du Jedi, Dark Vador tente de contacter Luke à travers la Force tandis que ce dernier se situe dans une grotte et ignore les appels paternels. Luke tente alors d'y construire un sabre laser, ce qui devient une fois finalisé son sabre à lame verte. Cette scène doit initialement se situer entre l'arrivée de Dark Vador dans l'Étoile de la mort en incipit au film et l'entrée des droïdes R2-D2 et C-3PO au palais de Jabba. Elle est finalement supprimée afin de permettre de donner un meilleur effet à l'introduction de Luke lorsqu'il accède au palais de Jabba, avec des éléments de surprise comme la cape noire ou le sabre laser à lame verte lui-même.
Toujours dans Le Retour du Jedi, une partie de la scène de départ de Luke sur Dagobah est coupée. Yoda doit expliquer qu'il a demandé à Obi-Wan Kenobi de ne pas révéler à Luke que Vador est son père, afin de s'assurer que Luke sera le moins possible tenté par le Côté obscur. Cette scène expliquerait la version qu'Obi-Wan présente à Luke dans Un nouvel espoir selon laquelle Dark Vador a tué le père de Luke, Anakin Skywalker. En outre, elle clarifierait l'absence de colère dans la réaction de Luke à la vue d'Obi-Wan peu après la confirmation de sa réelle identité,,,.
Enfin, dans Le Réveil de la Force, une scène censée montrer le duel entre Dark Vador et Luke Skywalker sur Bespin n'est finalement pas conservée dans la version finale. Elle doit alors initialement faire partie du flashback que voit Rey dans le film au contact du sabre laser à lame bleue de Luke. Dans cette reproduction du combat de L'Empire contre-attaque, Luke est interprété non pas par Mark Hamill mais par l'acteur Robert Boulter,.

## Adaptations

### Jeux vidéo
Luke Skywalker apparaît dans le jeu vidéo de 2002 Star Wars Jedi Knight II: Jedi Outcast. En tant que personnage non-joueur, il y accompagne alors le protagoniste du jeu, Kyle Katarn, dans sa quête de recouvrement de sa maîtrise du duel au sabre laser et de la Force,. Luke réapparait ensuite dans le jeu de 2003 Star Wars Jedi Knight: Jedi Academy. Encore non-joueur, il y aide Jaden, l'élève de Kyle, dans le cadre de l'académie Jedi de Yavin 4,.
Luke figure aussi parmi les personnages centraux dans la promotion du jeu Star Wars: Battlefront sorti en 2015. Il est alors capable de venir à bout de plusieurs ennemis d'un coup de sabre laser et de manier la Force, ce qui permet d'attaquer à distance. Sa présentation est alors associée à celle de Dark Vador alors qu'Electronic Arts présente le jeu avant sa sortie.
Luke revient ensuite dans la suite du jeu, Star Wars: Battlefront II de 2017. Il est alors capable d'utiliser trois capacités : la poussée de Force, la répulsion toujours avec la Force et enfin la charge au sabre laser.
Luke apparaît aussi dans le jeu vidéo de 2006 Lego Star Wars II : La Trilogie originale, qui reconstitue les événements de la trilogie originale. Il revient par conséquent en 2007 dans Lego Star Wars : La Saga complète. De même, il figure 2022 dans Lego Star Wars : La Saga Skywalker. Sur le compte Twitter officiel de Lego Star Wars, 10 versions différentes du personnage sont présentées en février 2022, correspondant aux différentes tenues qu'il porte en fonction de la planète sur laquelle il se trouve où de sa situation.

### Figurines
Hasbro commercialise une réplique du casque de pilote rebelle que porte Luke Skywalker, avec des détails inclus comme le son et la lumière. Ce casque poursuit alors les Black Series, une série de jouets produits par Hasbro. Ainsi, cette reproduction comporte trois haut-parleurs internes et des LED qui simulent des tirs ennemis pour plonger dans un effet de bataille. Le site Internet Jeuxvideo.com en salue le grand nombre de détails qui en font une fidèle reproduction.
Dix ans après le déplacement des œuvres de l'univers Légendes en 2012, Hasbro propose des figurines qui représentent des personnages justement de l'univers Légendes. Parmi celles-ci se trouve Luke sous son apparence qui correspond à l'intrigue de L'Héritier de l'Empire.
Le 4 septembre 2015, Lego commence à vendre une figurine qui représente Luke d'une taille plus grande que les mini-figurines habituelles dans les boîtes de Lego. Elle est alors commercialisée sous le numéro 75110-1 « Luke Skywalker ». Luke est représenté avec sa tenue noire et son sabre laser à lame verte.
Dès le 1er mars 2022, Lego met en vente sous le numéro 75327 « Luke Skywalker (Red Five) » une construction qui représente le casque de pilote rebelle que Luke Skywalker porte en tant que Red Five. Elle se compose de 675 pièces et mesure 19 cm de haut, 12 cm de large et 13 cm de profondeur. Le site Internet Journal du Geek affirme que sa construction « canalise l'attention à la manière des Jedi ». Dans la même série et au même moment, deux autres constructions sont commercialisées, représentant les casques respectifs du mandalorien Din Djarin et d'un Dark Trooper,,.
Dans la version de Monopoly qui met en scène l'intégralité de la saga Skywalker, neuf figurines qui représentent des bustes de personnages centraux dans les films font office de pions. Parmi elles se trouve une représentation de Luke Skywalker.

## Accueil critique
La réception du personnage de Luke Skywalker semble évoluer en fonction de l'âge du spectateur, ce protagoniste paraissant parfois simple, trop gentil et naïf. Ainsi, un enfant s'identifie plus à ce personnage, voyant le monde de façon manichéenne. Toutefois, en grandissant, un spectateur semble plutôt comprendre le personnage plus réaliste d'Han Solo.
Quand Un nouvel espoir sort en 1977, la question du père de Luke se pose déjà, même si Obi-Wan Kenobi affirme dans le film que Dark Vador a tué le père de Luke. Une théorie qui date d'avant la sortie de L'Empire contre-attaque veut alors que le cerveau du père est resté fonctionnel et qu'en réalité R2-D2 est un cyborg, comportant le cerveau du père de Luke. Ainsi, selon cette hypothèse, R2-D2 aurait été le père de Luke et serait en réalité toujours présent. Cela aurait alors expliqué le rôle prédominant de R2-D2 dans l'Alliance rebelle,.
Une fois l'identité du père de Luke révélée comme étant Dark Vador, une autre question se pose : celle de la mère de Luke. Une théorie émerge alors du temps de la trilogie originale. Cette théorie implique alors que la mère de Luke ne soit nul autre que Boba Fett. Finalement, la théorie est totalement démentie, autant par l'introduction de Padmé Amidala dans la prélogie que par le personnage de Boba Fett lui-même.

### Face sombre du personnage
Luke, quoiqu'il soit le héros, est aussi l'un des personnages ayant causé le plus de morts dans la saga Star Wars. En effet, en détruisant la première Étoile de la mort, il met fin à la vie de nombreuses personnes, même si cette scène de destruction de la station spatiale sert à réjouir le public à la fin du film. Luke cause exactement 1 148 307 décès selon le livre de Bill Slavicsek Death Star Technical Companion. Les fans soulignent ainsi que les protagonistes rebelles d'Un nouvel espoir sont récompensés par l'Alliance rebelle après avoir été à l'origine d'un si grand nombre de morts,,.
Par ailleurs, Luke représente aussi occasionnellement une sorte de racisme et de discrimination. En effet, dans L'Empire contre-attaque, lorsque Luke rencontre Yoda, il n'arrive pas à se rendre compte que celui-ci est le grand maître Jedi mythique qu'il cherche, juste parce qu'il s'agit d'une petite créature verte.

### Interprétations sur l'inspiration
Luke apparaît parfois comme s'inscrivant dans la représentation récurrente du protestantisme dans le cinéma américain. En effet, l'opposition entre Luke et Dark Vador évoque un choix entre loi et foi. Ainsi, il semble que Dark Vador est tant un homme de loi que cela l'a transformé en machine, tandis que le voyage de Luke repose en la croyance en la Force, avec son mentor Yoda qui lui reproche de ne pas y croire et donc de ne pas réussir à maîtriser correctement la Force pour cela. Par ailleurs, Luke représente un espoir pour une croyance représentée comme retombée dans le mal, avec Dark Vador en ancien Jedi ayant rejoint Dark Sidious. Par ailleurs, cette interprétation permet de relier les notions de père et d'ennemi sous la forme de l'Europe comme inspiration pour Dark Vador, l'Amérique étant dans ce cas incarnée par Luke, sur fond de lutte sur des croyances.
Selon Chuck Klosterman, Luke est le « premier représentation de la génération X ». En effet, il s'appuie sur plusieurs éléments qui caractérisent Luke, qu'il décrit comme un homme surdiplômé sur Dagobah, mais d'études sans réels débouchés professionnels, avec un père qui veut qu'il poursuive l'entreprise familiale. Ainsi, Luke représente un individu dont tous les problèmes sont dus à la génération qui l'a précédé.
Luke fait aussi référence à des divinités mythologiques, du fait de sa situation familiale. Ainsi, avec sa jumelle Leia, il forme un duo qui évoque celui d'Apollon et Artémis, censé apporter l'ordre dans l'univers. Ensuite, la relation à son père, Dark Vador, rappelle celle de Zeus à Cronos, le second finissant par mourir de l'éclair du premier. Par ailleurs, Luke et Dark Vador s'affrontent avec des sabres laser, armes semblables à l'éclair, attribut de Zeus.

#### Le voyage du héros

Schéma simplifié du voyage du héros tel que théorisé par Joseph Campbell, que George Lucas reprend dans la structure de l'odyssée de Luke Skywalker.

Luke est l'archétype du héros mythologique, selon la définition qu'en fait Joseph Campbell dans Le Héros aux mille et un visages. Selon Campbell, le voyage du héros se compose ainsi : le protagoniste vit d'abord normalement, avant de s'aventurer vers un monde inconnu, il y affronte alors des forces qui sont censées le dépasser mais en vient à bout, et enfin il revient triomphant,,.
Ainsi, Luke grandit d'abord dans un territoire reculé, sur Tatooine, et sans éducation particulière, n'entrant pas dans l'Académie impériale. Ses parents adoptifs lui cachent alors son glorieux destin, jusqu'à l'arrivée d'un messager, en l'occurrence sous la forme du duo de droïdes R2-D2 et C-3PO, qui lui révèlent l'appel au secours d'une princesse,,.
Dans un premier temps, en tant que personnage simple d'esprit et humble, le héros, hésitant, essaie de se convaincre qu'il ne va pas répondre à l'appel de l'aventure, mais en réalité s'y prépare déjà mentalement. Comme tout héros, Luke peut alors compter sur l'aide d'un mentor, Obi-Wan Kenobi, qui lui transmet alors un sabre laser, symbole de sa lignée et de ses responsabilités comme Excalibur, une autre épée, pour le roi Arthur,,.
Toutefois, Luke décide de suivre réellement ce destin à la mort de ses parents adoptifs. Il commence alors son périple par la visite d'une cantina qui représente un nouveau monde à découvrir, riche en dangers comme le montre la menace qu'y reçoit Luke. Ensuite, Luke doit se résigner à perdre son mentor, une épreuve essentielle pour vérifier l'effet de l'enseignement sur le héros. Ensuite, lorsqu'il cherche à détruire l'Étoile de la mort, Luke semble se lancer dans ce qui ressemble à une catabase, s'engouffrant à la surface de la station spatiale,,.
Aux côtés de Yoda, Luke poursuit tout de même son enseignement, dans le planète Dagobah, monde marécageux et brumeux qui évoque les contes de fées. Dans le grotte du Mal, il affronte alors son inconscient. Ensuite, il doit faire face à une figure maléfique, Dark Vador, qui s'avère être son père, donc en partie lui-même. Finalement, la quête de Luke se transforme en recherche du salut de son père, et il y parvient, rétablissant l'équilibre dans la Force,,.
Par ailleurs, contrairement à la plupart des héros fictifs, Luke se caractérise par un côté incomplet. En effet, il manifeste encore des faiblesses tout au long de son voyage, et a fortement besoin de l'aide de ses amis afin de pouvoir triompher face au mal. Il se caractérise aussi parfois par des accès de colère qui l'écartent partiellement de son but, bien qu'il y revienne rapidement après.

### Sur la troisième trilogie
Selon le site Internet Screen Rant, le personnage de Luke est représentatif des opinions faites des films de la troisième trilogie. Ainsi, d'entre les fans des Derniers Jedi et de L'Ascension de Skywalker, chacun trouve des défauts dans l'autre film, se basant selon ce site notamment sur la représentation de Luke qui en est faite, alors généralement très critiquée. L'une des contradictions entre ces deux films liée à Luke les plus souvent relevées est sa réaction face à son sabre laser à lame bleue : dans Les Derniers Jedi, il le jette, tandis que dans L'Ascension de Skywalker il le rattrape,,.
Mark Hamill exprime du temps de la sortie des Derniers Jedi son désaccord et son incompréhension quant à la représentation que Ryan Johnson choisit de faire de Luke Skywalker dans ce film, bien qu'Hamill soit l'acteur même qui interprète le personnage dans l'œuvre. Il explique que les répliques et actions attribuées alors à Luke ne correspondent pas à la vision qu'aurait eue George Lucas et qu'il lui paraît qu'il s'agit d'un autre personnage, et non du Luke de la trilogie originale,,.
Une question qui se pose sur une action de Luke dans Les Derniers Jedi est, face à Kylo Ren sur Crait, son utilisation de son sabre laser à lame bleue, censé être détruit et que Luke rejetait jusque-là. Plusieurs interprétations existent à ce sujet. Il pourrait simplement s'agir d'une indication, d'un détail qui montre à l'avance que dans cette scène Luke n'est pas réellement présent mais utilise la Force. Ce choix pourrait aussi symboliser que Luke a appris de ses erreurs, et revient par conséquent au sabre bleu, sachant que dans L'Ascension de Skywalker il admet s'être trompé en jetant son sabre. Enfin, il se pourrait que Luke ait décidé de ne plus utiliser son sabre à lame verte depuis l'incident avec Ben Solo car cette arme témoigne de sa principale erreur.

### SurThe MandalorianetLe Livre de Boba Fett
La principale critique que subit le personnage de Luke Skywalker est liée aux deux séries qui réutilisent le personnage, The Mandalorian et Le Livre de Boba Fett. Ces deux séries utilisent diverses technologies pour permettre la mise en scène d'un Luke jeune, malgré l'âge de Mark Hamill. Cependant, le résultat semble vu comme dénué d'émotion et ne permet pas l'avancement de Star Wars vers les nouveaux protagonistes, restant sur l'un des premiers et n'explorant pas l'avenir de l'intrigue après Luke, bien que dans la chronologie le personnage soit mort depuis Les Derniers Jedi,.
Selon le site Internet Game Rant, ces apparitions de Luke Skywalker plus jeune et donc le développement progressif de son histoire dans la période entre Le Retour du Jedi et Le Réveil de la Force laisse aussi peut-être présager une potentielle série sur Luke, qui serait alors reproduit comme dans les deux séries.
Selon le site Internet Comic Book Resources, cette éventuelle série gagnerait à être une série d'animation comme The Clone Wars, ce qui permettrait d'éviter l'obstacle qu'est la reproduction d'un Luke jeune, représentation dégradée par la qualité du son notamment. Ainsi, une série d'animation pourrait voir Luke doublé directement par Mark Hamill par exemple.

## Postérité

### DansStar Wars
Dans la mini-série de comics Dark Vador - Mission Fatale, un élément supplémentaire est fourni quant au sentiment d'Anakin Skywalker vis-à-vis de son fils Luke. Il y est expliqué qu'Anakin ne l'aurait pas nommé Luke mais Jinn, en hommage à Qui-Gon Jinn, alors que Dark Vador imagine la vie qu'il aurait eue s'il était resté un Jedi. Ainsi, ce comics propose une version alternative au personnage de Luke Skywalker,.
Dans la troisième trilogie de Star Wars, le personnage principal, Rey, reprend plusieurs caractéristiques de Luke Skywalker. Ainsi, elle vient aussi d'une planète désertique et possède étonnamment des aptitudes innées dans le pilotage. Formée par un sage mentor, elle découvre qu'elle est descendante d'un Sith. Enfin, elle affronte aussi Palpatine tout en réhabilitant un ancien ennemi.

### Dans la culture
Du fait de sa forte inspiration des idées formulées par Joseph Campbell, qui par ailleurs salue la reproduction du voyage du héros qu'est Star Wars, le personnage de Luke Skywalker est choisi pour figurer sur la page de couverture d'une édition du livre de Campbell qui a contribué à la conception de Luke, Le Héros aux mille et un visages.
Luke Skywalker apparaît en caméo, interprété par Mark Hamill, dans un épisode de la saison 10 de la série Les Simpson.